# 上高地

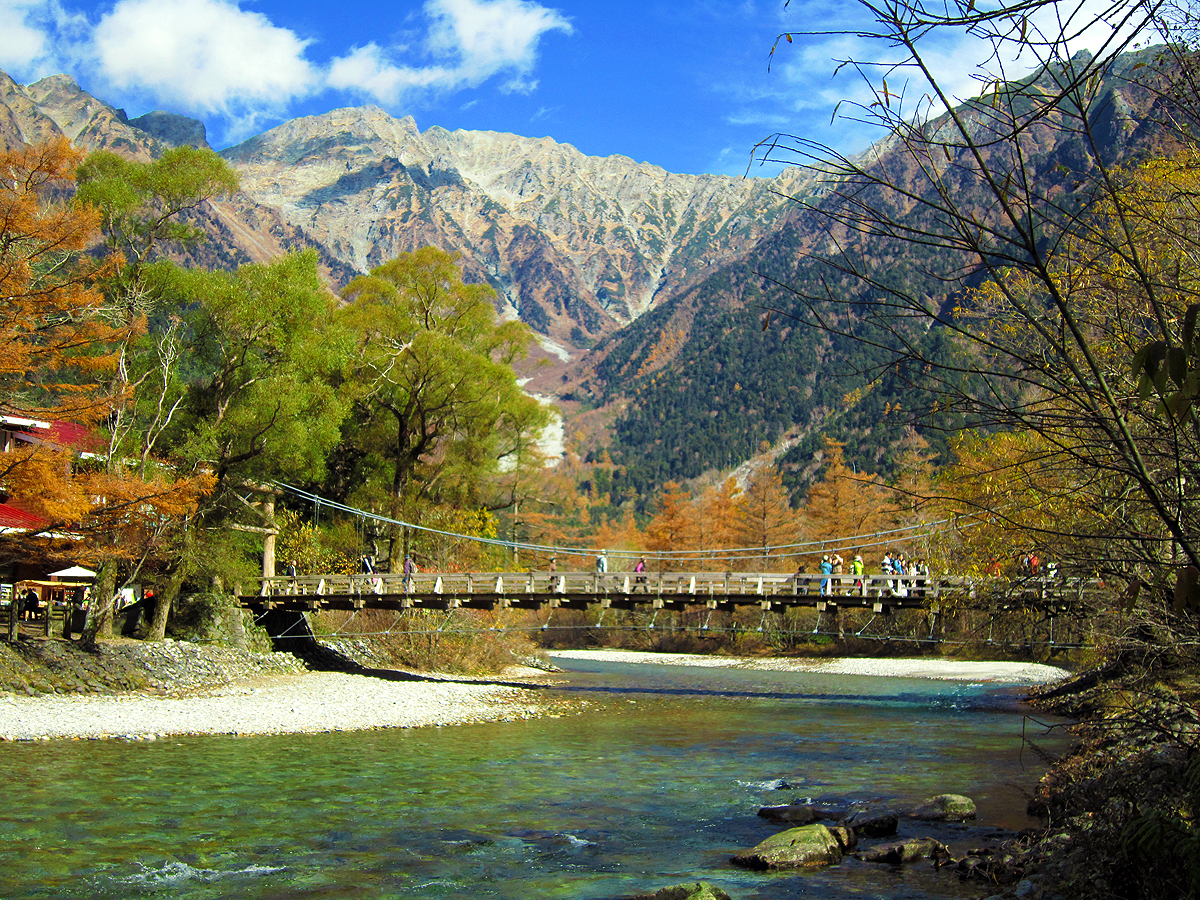
穂高連峰と河童橋。上高地を代表する写真の構図である。

上高地（かみこうち）は、飛騨山脈（北アルプス）南部の長野県側、梓川上流にある景勝地である。中部山岳国立公園の一部ともなっており、国の文化財（特別名勝・特別天然記念物/天然保護区域）に指定されている。標高は約1,500m。全域が松本市に属する。宿泊施設や温泉があり、上高地自体が観光地であるだけでなく、穂高連峰や槍ヶ岳への登山基地ともなっている。
「かみこうち」の名称は本来「神垣内」の漢字表記だが、後に現在の「上高地」の漢字表記が一般的となった。「神垣内」とは、穂高神社の祭神・「穂高見命」（ほたかみのみこと）が穂高岳に降臨し、この地（穂高神社奥宮と明神池）で祀られていることに由来する。

## 概要

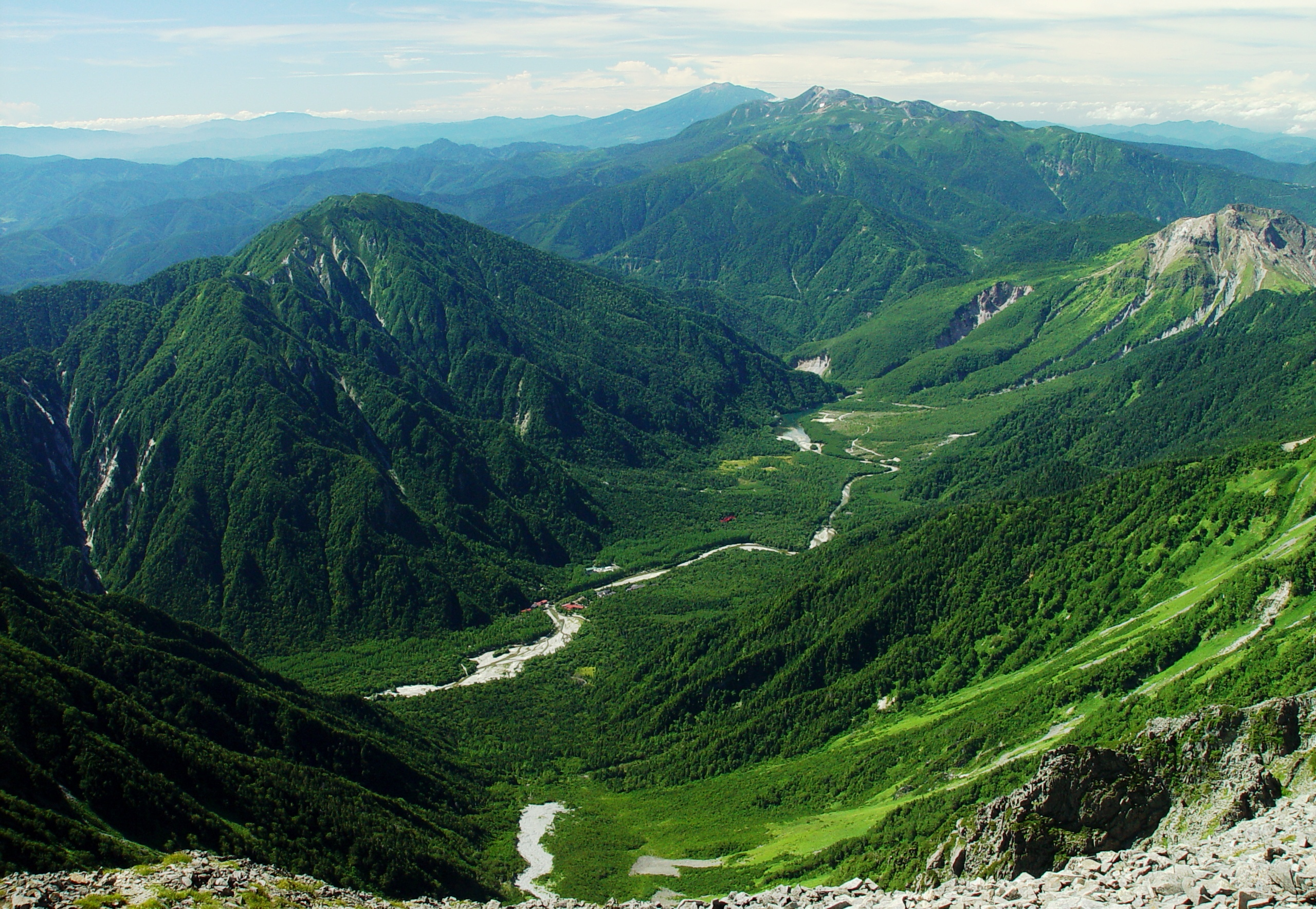
奥穂高岳山頂から見下ろす梓川上流部の上高地と大正池

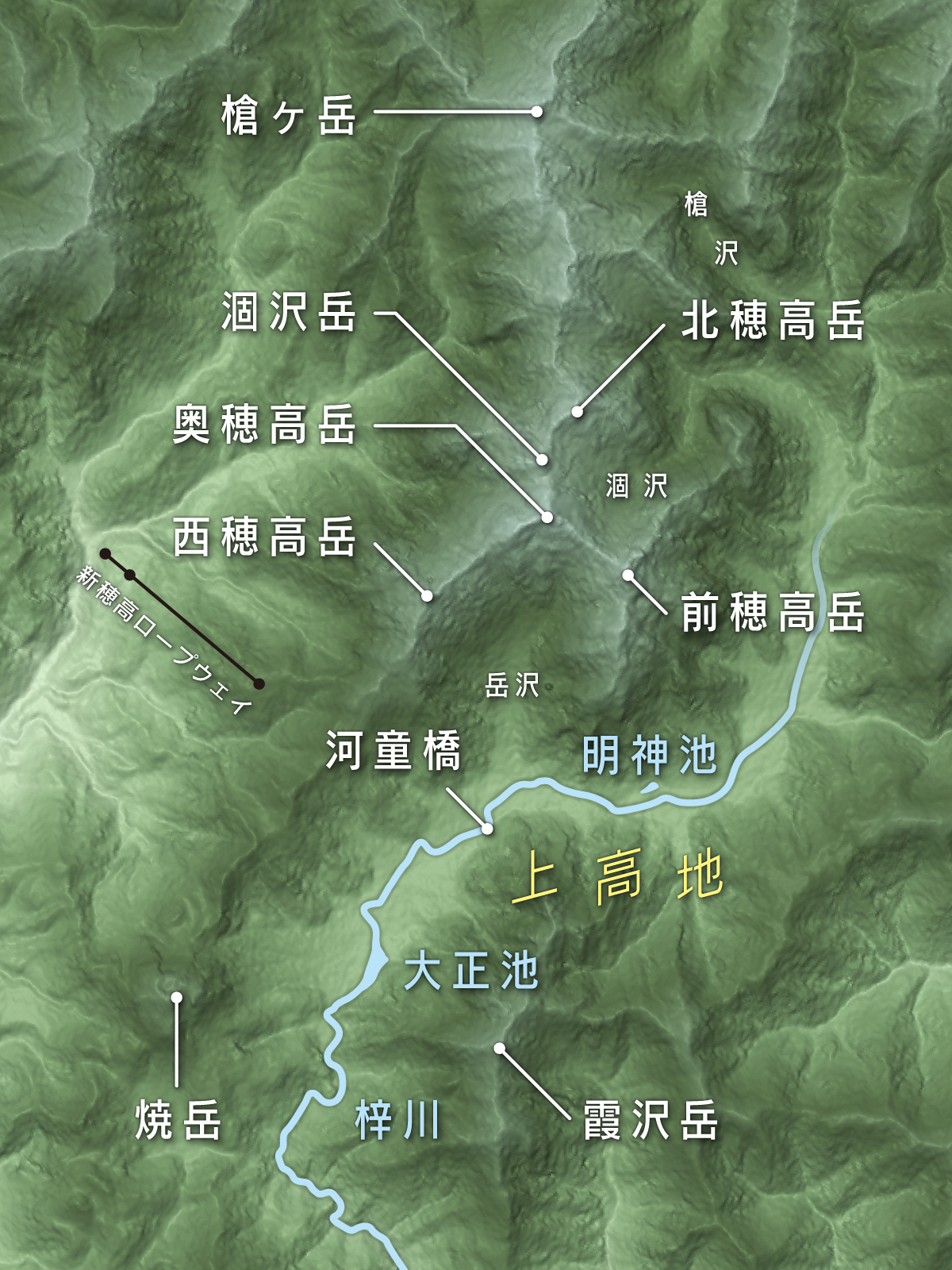
上高地の概略図

上高地は、飛騨山脈（北アルプス）の谷間（梓川）にある、大正池から横尾までの前後約10km、幅最大約1kmの堆積平野である。かつて岐阜県側に流れていた梓川が、焼岳火山群の白谷山の噴火堰き止められて池が生じ、そこに土砂が堆積して生まれたと考えられている。狭義にはこの平野のうち、観光名所として知られる河童橋の周辺だけを指す場合もある。この高度でこれほどの広さの平坦地は、日本では他に例が少ない。
気候的に山地帯（落葉広葉樹林帯）と亜高山帯針葉樹林の境界線付近の高度に位置しているため、ブナ、ミズナラ、シナノキ、ウラジロモミ、シラビソ、トウヒなど、両者の森林の要素が混在し、更にヤナギ類やカラマツを中心とする河川林や湿原が広がるなど、豊かな植生で知られている。最終氷期（ウルム氷期）には、上高地の上部に位置する槍沢と涸沢には山岳氷河が発達し、最も拡大した時期には氷河末端が上高地最深部の横尾にまで達していたと考えられている。最終氷期から1万年以上経過した現在も氷河によって形成されたカール地形が残っている。気候は亜寒帯湿潤気候（一部地域はツンドラ気候）である。1月の平均気温は-7.7℃、最低気温は-30℃を下回り非常に寒さが厳しく、日中の最高気温でも-20℃を下回ることがある。一方、8月の平均気温は19.7℃で日中でも22℃ほどにしかならず、夏季はかなり涼しい。一部で最暖月の平均気温が10℃に到達せずツンドラ気候となっている地域がある。

## 人間史
- 17世紀 - 古来「神河内徳郷（かみこうちとくごう）」と呼ばれていた上高地の明神地区に、樹木伐採のため松本藩の役人小屋が作られる（後の明神館）。
- 1828年（文政11年） - 越中の僧侶播隆（ばんりゅう）が槍ヶ岳に登り、仏像を安置。
- 1885年（明治18年） - 上高地牧場開設。
- 1896年（明治29年） - ウォルター・ウェストンが日本アルプスをイギリスに紹介。
- 1910年（明治43年） - 河童橋を、丸太の跳ね橋から吊り橋に変更。
- 1915年（大正4年） - 焼岳の噴火で梓川が堰き止められ、大正池が形成される。
- 1924年（大正13年） - 手掘り工事により旧釜トンネル開通。
- 1926年（昭和2年） - 中ノ湯まで車道開通。
- 1927年（昭和3年）

- 霞沢発電所への取水ダムを大正池に設置。
- 上高地および河童橋を題材にした芥川龍之介の小説『河童』発表。
- 日本八景の渓谷部門で、天竜峡を抑えて選定される。
- 1928年（昭和4年） - 国の名勝および天然記念物に指定される。中ノ湯まで乗合バス運行。
- 1933年（昭和8年） - 乗合バスを大正池まで延長。帝国ホテル開業。
- 1934年（昭和9年） - 中部山岳国立公園に指定される。上高地牧場閉鎖。
- 1935年（昭和10年） - 乗合バスを河童橋まで延長。徳沢牧場閉鎖。
- 1937年（昭和12年） - ウェストン碑を建立。
- 1947年（昭和22年） - 第1回ウェストン祭。以後、毎年6月第1日曜の前日〜翌日に開催。
- 1949年（昭和24年） - 「上高地の主」と呼ばれた内野常次郎が死亡。
- 1952年（昭和27年） - 国の特別名勝および特別天然記念物に指定される。
- 1954年（昭和29年）1月20日 - 県道松本槍ケ岳線の一部を主要地方道上高地公園線に指定[1]。

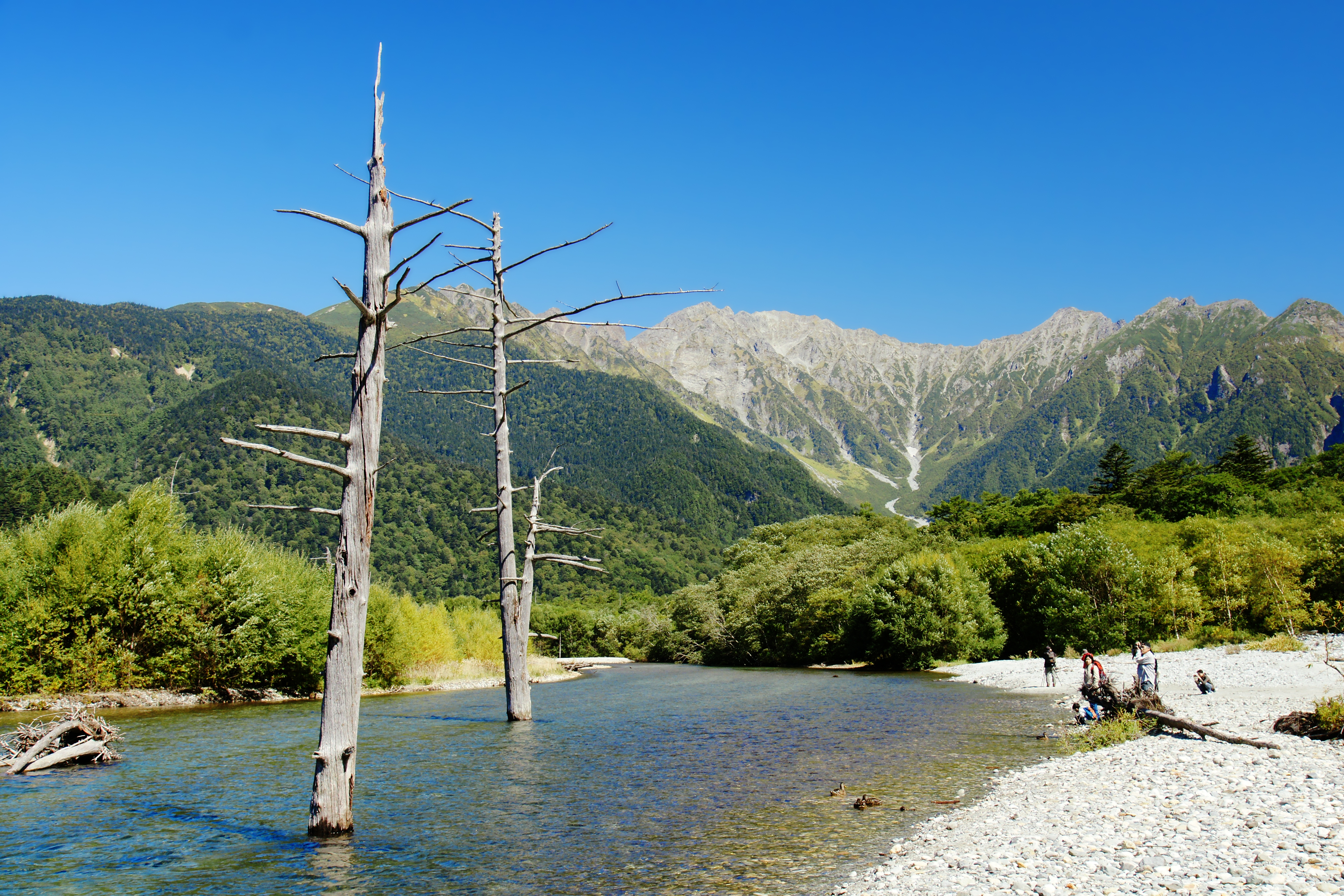
大正池と立ち枯れの木々と穂高岳

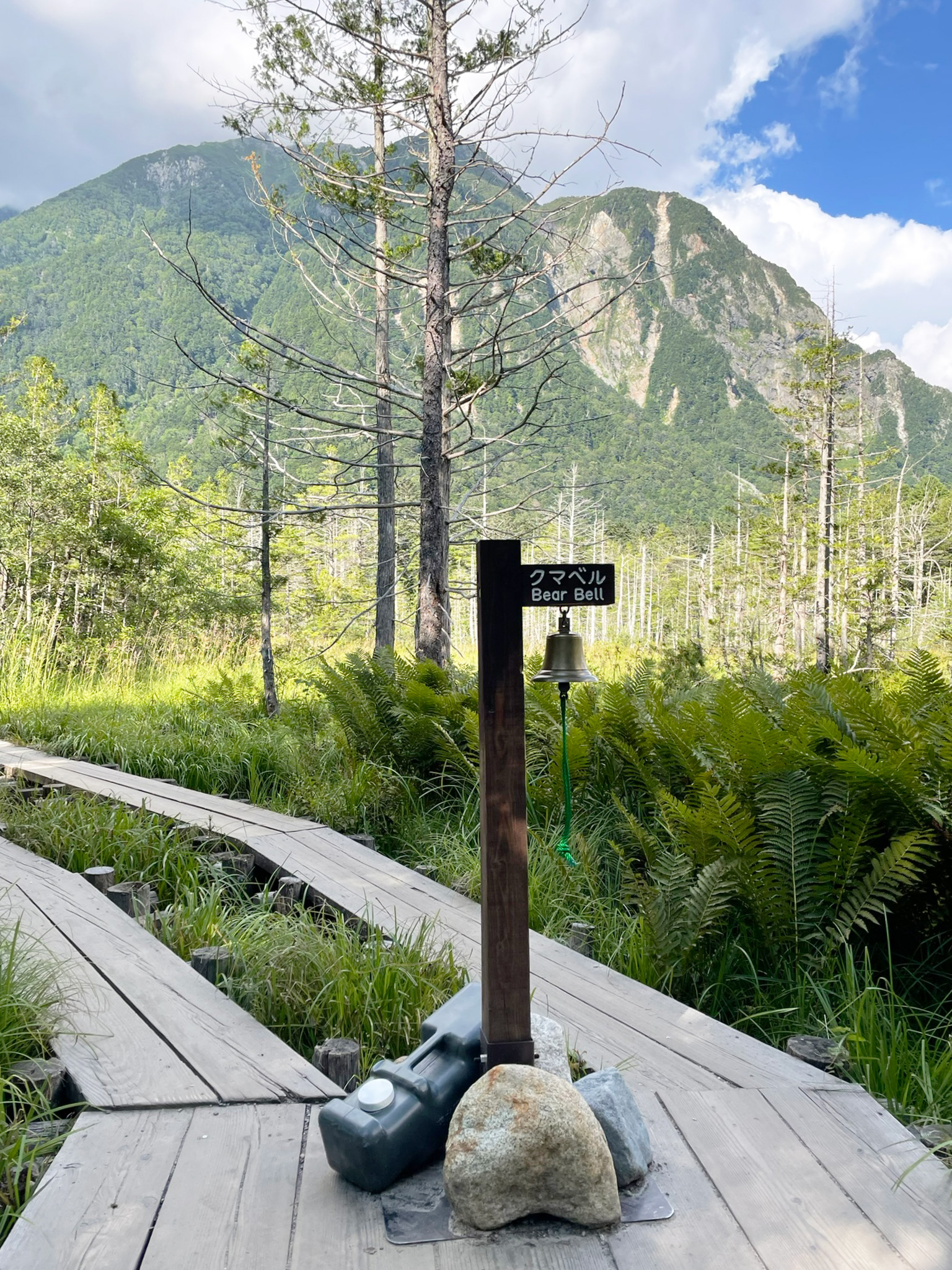
遊歩道に設置された「クマベル」。上高地にはツキノワグマやニホンザルも生息している

- 1965年（昭和40年）7月13日 - 集中豪雨により国道などが寸断。上高地に入っていた登山者ら約400人が孤立[2]。3日後、一部が徒歩で下山[3]。
- 1975年（昭和50年） - 7〜8月のマイカー規制開始。
- 1977年（昭和52年） - 大正池に堆積した土砂の浚渫を開始。
- 1996年（平成8年） - 通年のマイカー規制開始。
- 1997年（平成9年） - 安房トンネル開通。
- 1999年（平成11年）9月15日 - 県道の釜トンネル上高地側出口付近で土砂災害によりスノーシェッドが崩落。通行止となり約1300人が孤立[4]。
- 2003年（平成15年） - 観光センターオープン（以降、上高地のバスターミナル）[5]。
- 2004年（平成16年） - 7〜8月（当時。2016年は7〜10月の25日間）の観光バス規制開始。
- 2005年（平成17年） - 新釜トンネル開通。
- 2007年（平成19年） - 日本の地質百選に「上高地と滝谷花崗岩」として選出。
- 2010年（平成22年）6月28日 - 安房峠道路の無料化社会実検開始（約1年間）。
- 2011年（平成23年）4月27日 - 上高地開山祭が開催され、映画『岳-ガク-』主演の小栗旬と長澤まさみが特別ゲストとして参加[6]。
- 2016年（平成28年）7月19日 - 県道上高地公園線に上高地トンネル開通[7]。
- 2020年（令和2年）
  - 4月22日 - 同日以降、長野・岐阜県境周辺を震源とする地震が頻発。雪崩や土砂崩落等が発生したものの人的被害なし[8]。
  - 5月16日 - 2019新型コロナウイルス感染拡大のため運休を続けてきた路線バスが再開。タクシー、ホテル、旅館、山小屋の営業自粛が解除[9][10]。
  - 7月8日 - 集中豪雨により国道が寸断。上高地に入っていた観光客ら約300人が孤立[11]。
- 2022年（令和4年）4月27日 - 県道の法面が崩壊して通行が不能になり開山式が中止。前日からの宿泊客ら約750人が孤立[12]。
- 2023年（令和5年）9月27日 - 梓川右岸の遊歩道で外国人観光客がツキノワグマに襲われ負傷。その後もクマの目撃情報が続いたことから遊歩道の一部が閉鎖された[13]。

## 生物と生態系

### 鳥獣
梓川や大正池には渡りをしないマガモが棲息しており、ほとんどの個体は人を恐れない。通年居ついているニホンザルは冬季、下北半島（青森県）の「北限のサル」より厳しい条件で越冬する。

### 植物
- イワカガミ、ニリンソウ、エゾムラサキ
- ケショウヤナギ
- エゾヤナギ、コエゾヤナギ
- 小梨

### 上高地以外からの移入・侵入種

#### ニホンジカ
2014年頃からニホンジカが目撃されるようになり、さらに標高が高い北アルプスを含めて高山植物や樹木の食害、それに伴う登山道の荒廃、土砂崩落が懸念されるため環境省が2023年度から本格的な調査と捕獲を開始する予定である。

#### 魚類
梓川や大正池には元々イワナが優占種として生息していたが、1925年以降カワマス、ブラウントラウトが放流された。現在ではイワナとカワマス、ブラウントラウトの純粋種の他に、放流された3魚種の自然交雑種が生息し、イワナは優占種では無くなった。ただし、自然交雑種のF1（雑種第1代）は雑種強勢の特長が現れるが、戻し交配を含むF2（雑種第2代）は雑種崩壊により生存性と繁殖力が極端に弱く、イワナ純粋種は存続すると見られている。

#### ゲンジボタル
上高地に生息するゲンジボタルが、人為的に持ち込まれた可能性が高いと、安曇野市が2010年12月11日に長野市で開いた研究会で民間の自然環境調査団体が発表した。ゲンジボタルは2000年頃から梓川沿いの池で確認されるようになり、上高地の水温は年間通して10度以下で、ホタルの成育に適さないが、この池は温泉の影響で水温が高く、餌となるカワニナも生息しており、ホタルが増殖する条件が整っていた。遺伝子解析の結果、全て西日本に生息するゲンジボタルが起源の遺伝子であった。

#### 植物
環境省が2012年に行った外来植物に関する調査では、特定外来生物に指定されているオオハンゴンソウなど、55種の外来植物が確認された。

## 名所
- 梓川
- 穂高神社奥宮
- 明神池
- 明神橋
- 古池 - 池の底から湧水が空気とともに輪になって絶えず出ている[20]。
- 岳沢湿原 - 初夏にはニッコウキスゲやレンゲツツジがみられる[20]。
- 小梨平
- 河童橋 - バスターミナルから河童橋までは徒歩5分ほどで到着[5]
- ウェストン碑、ウェストン園地
- 田代池、田代湿原
- 千丈沢
- 大正池

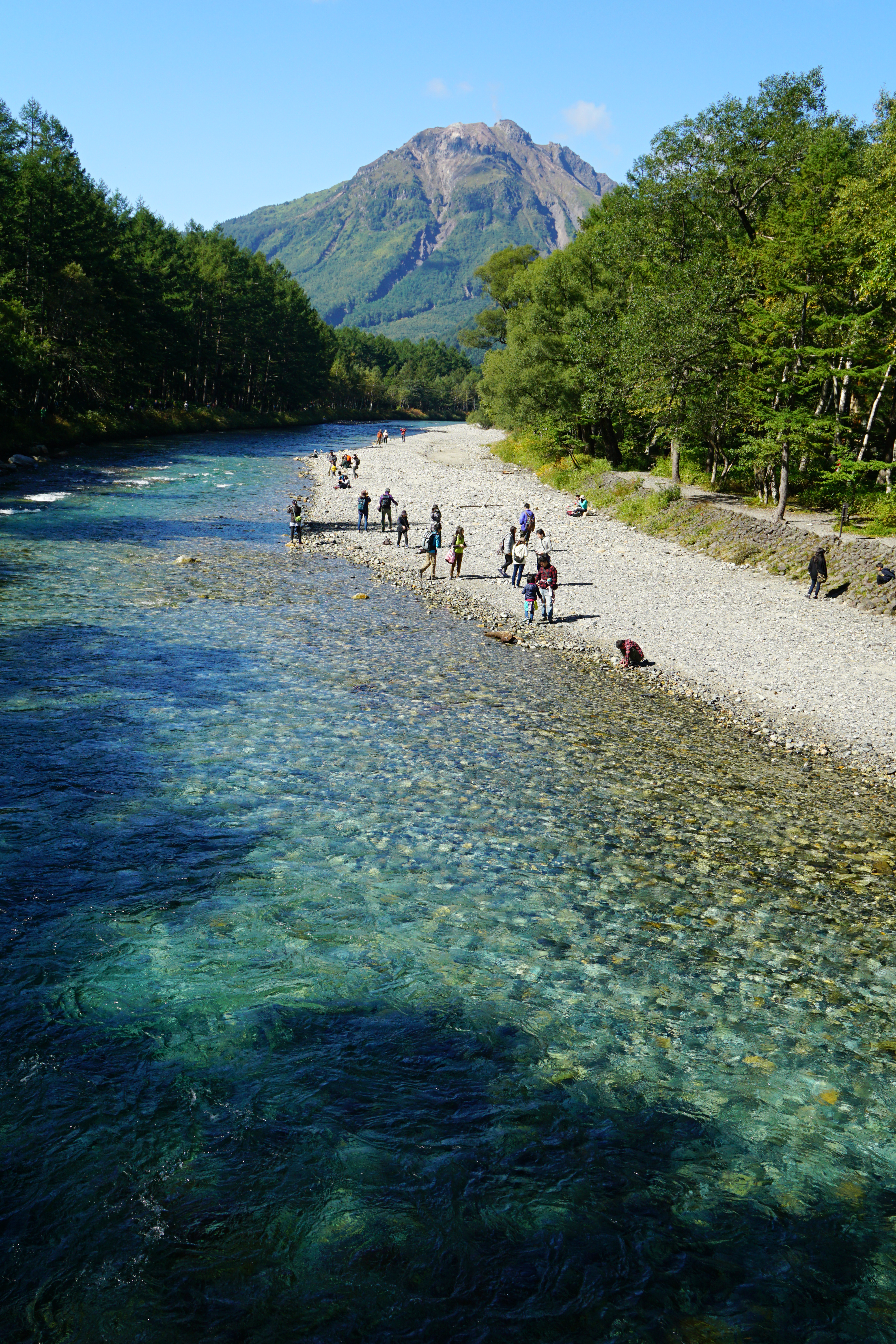
梓川、背景は焼岳
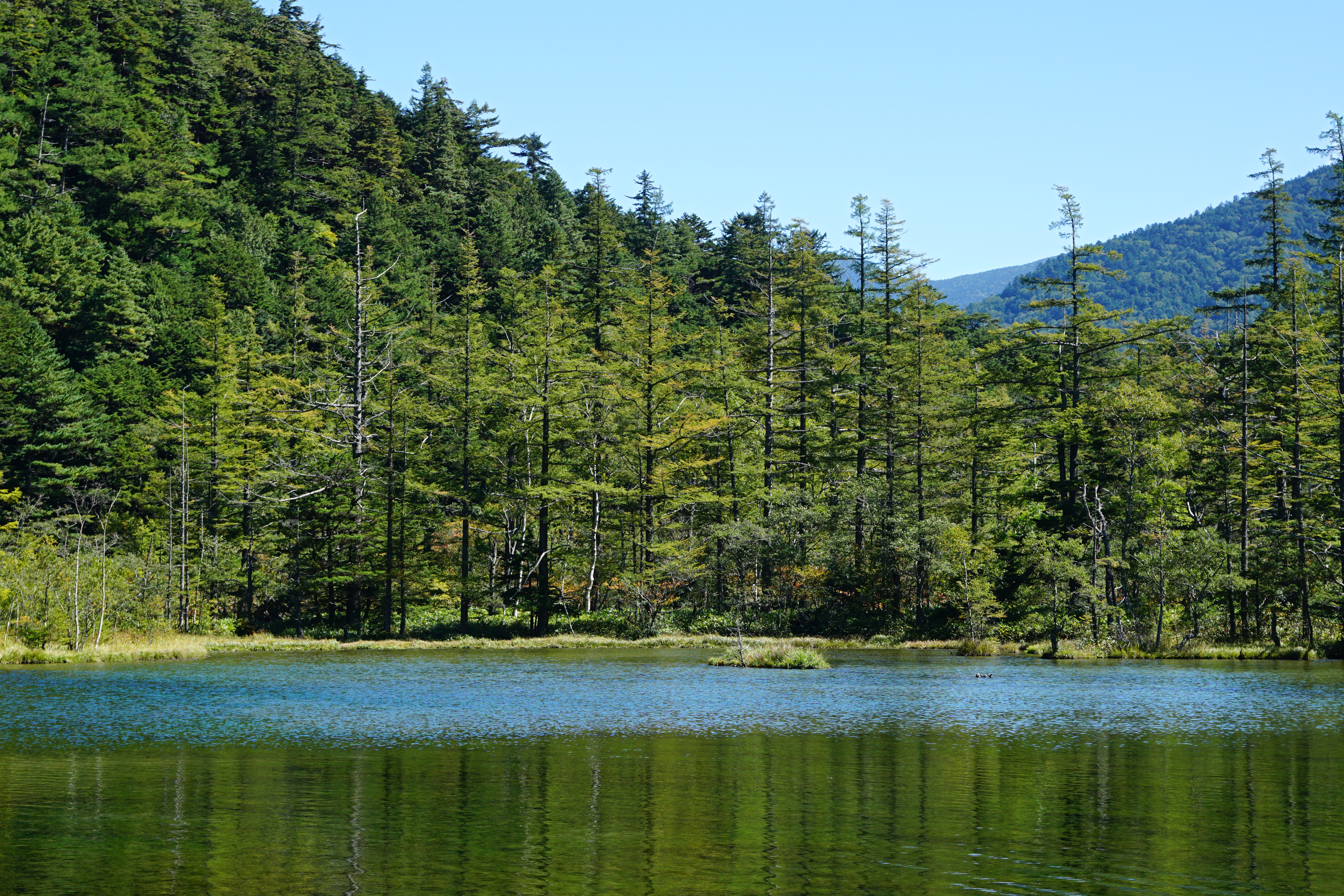
明神池
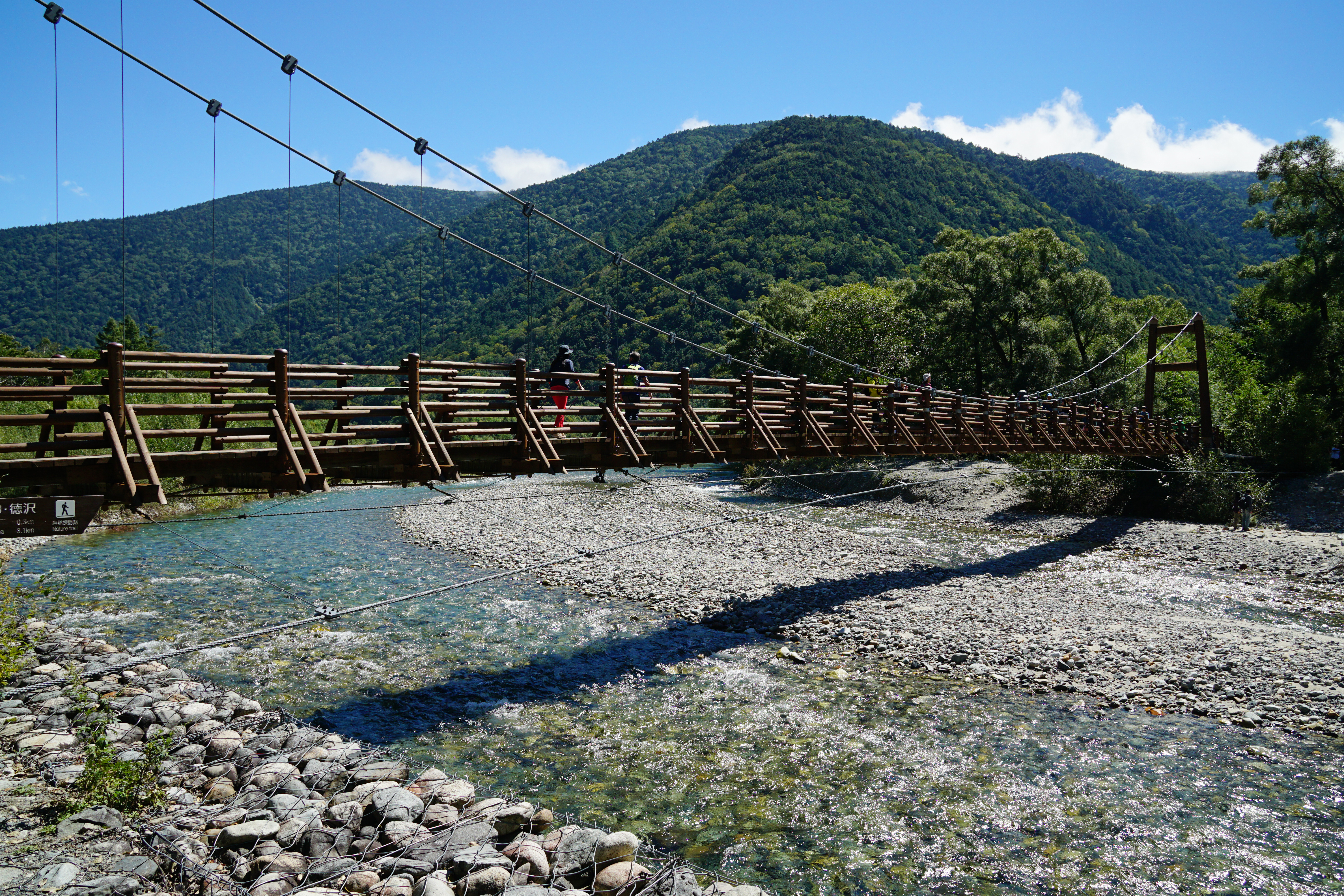
明神橋
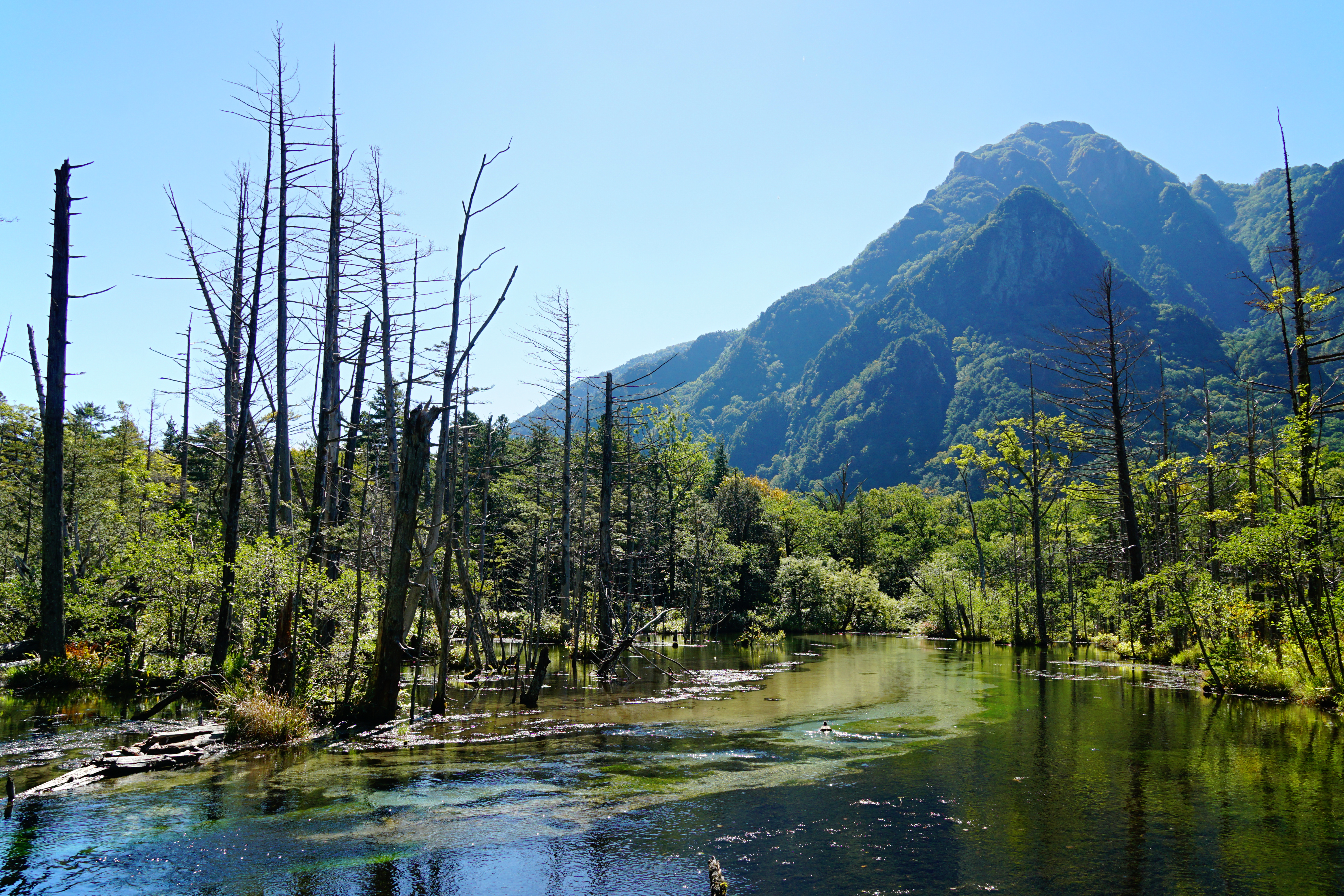
岳沢湿原
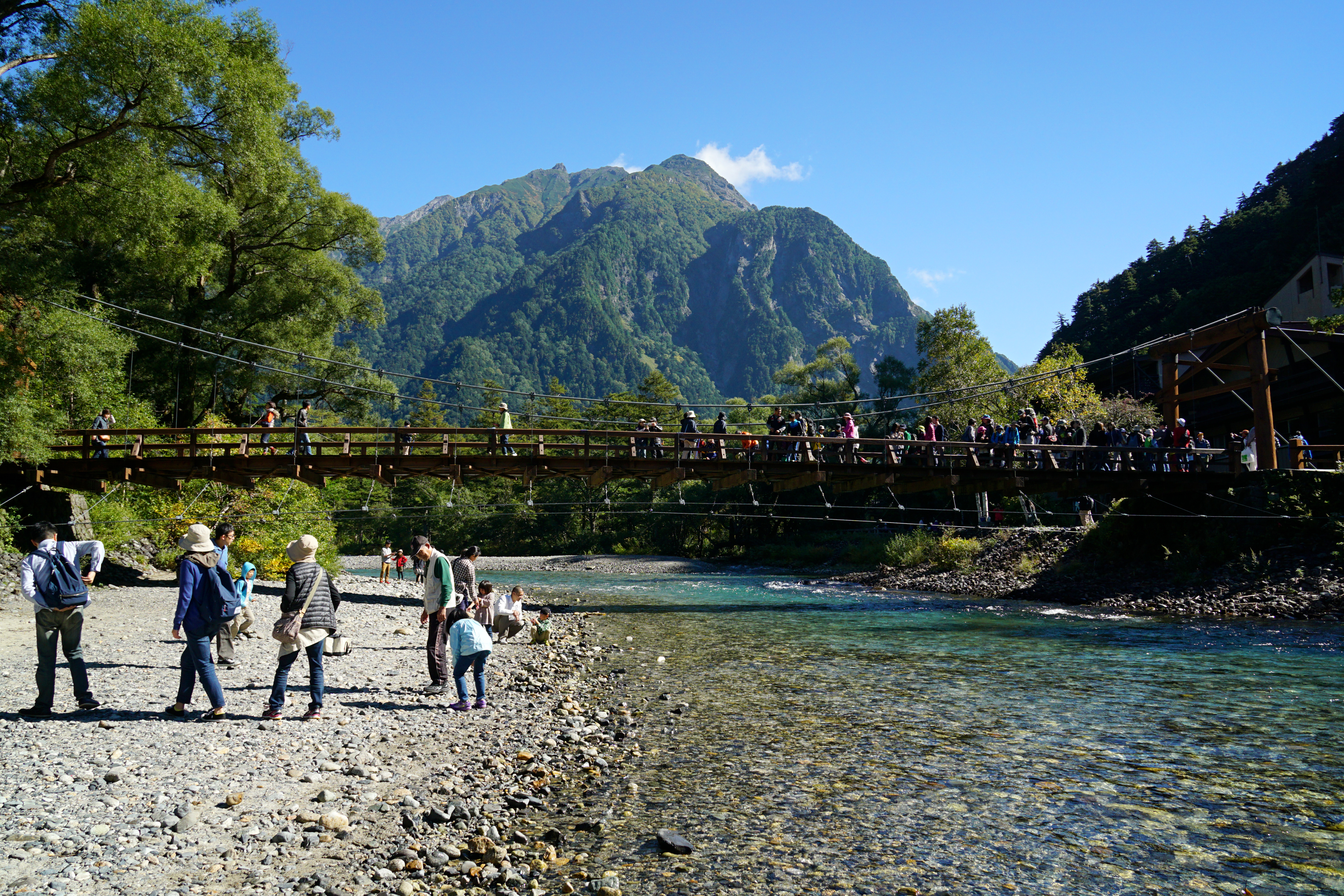
河童橋、背景は明神岳
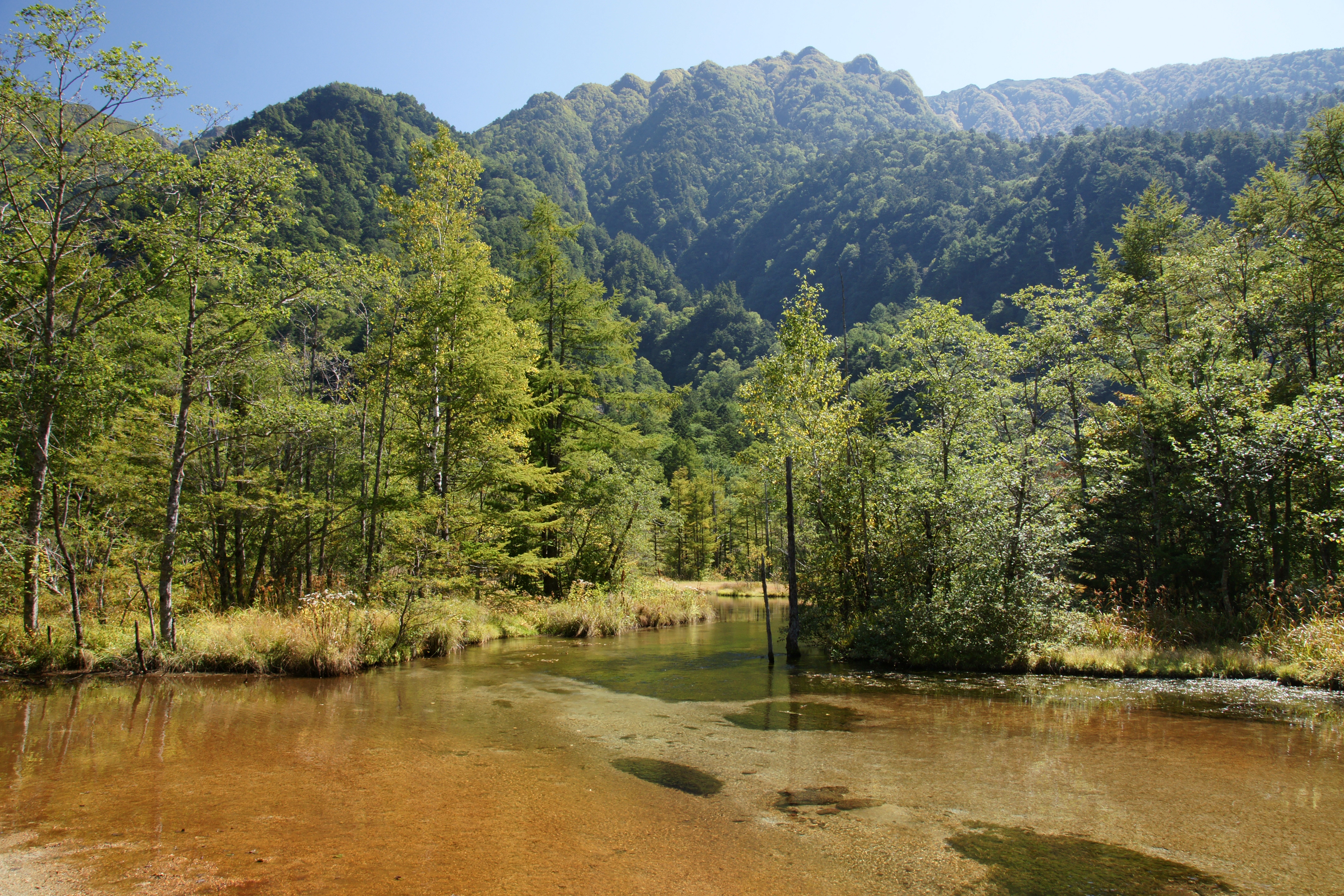
田代池、背景は六百山
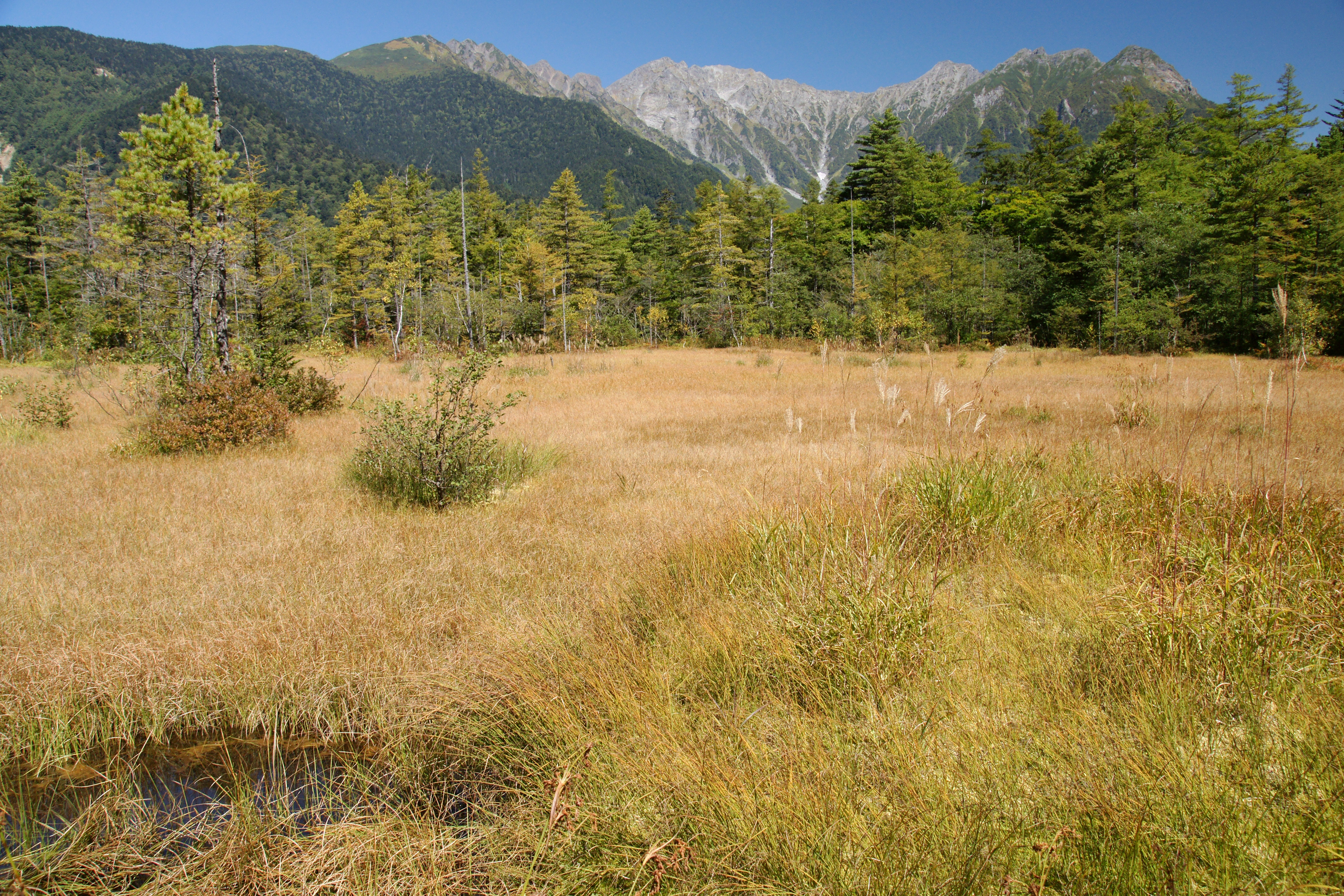
田代湿原
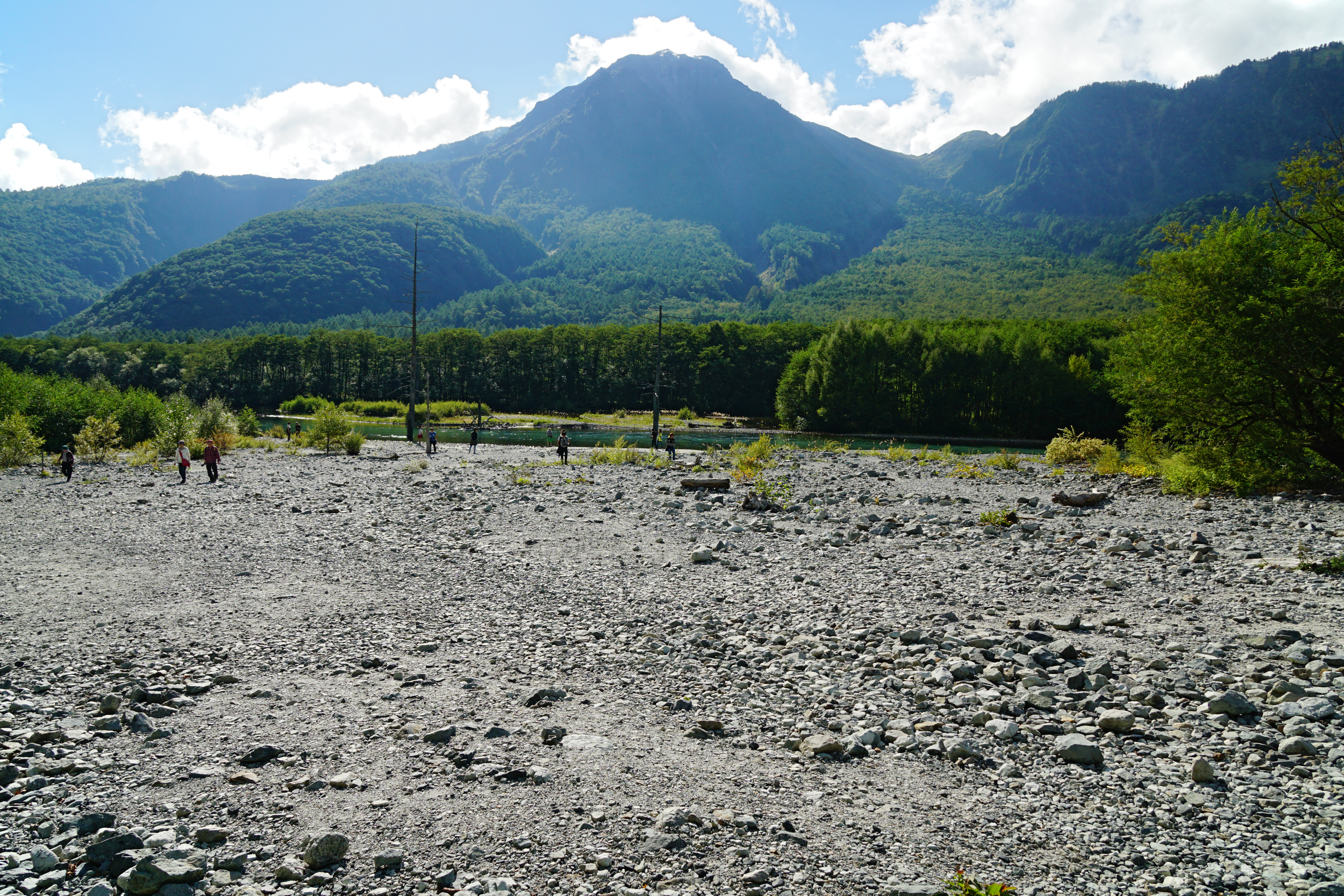
千丈沢、背景は焼岳
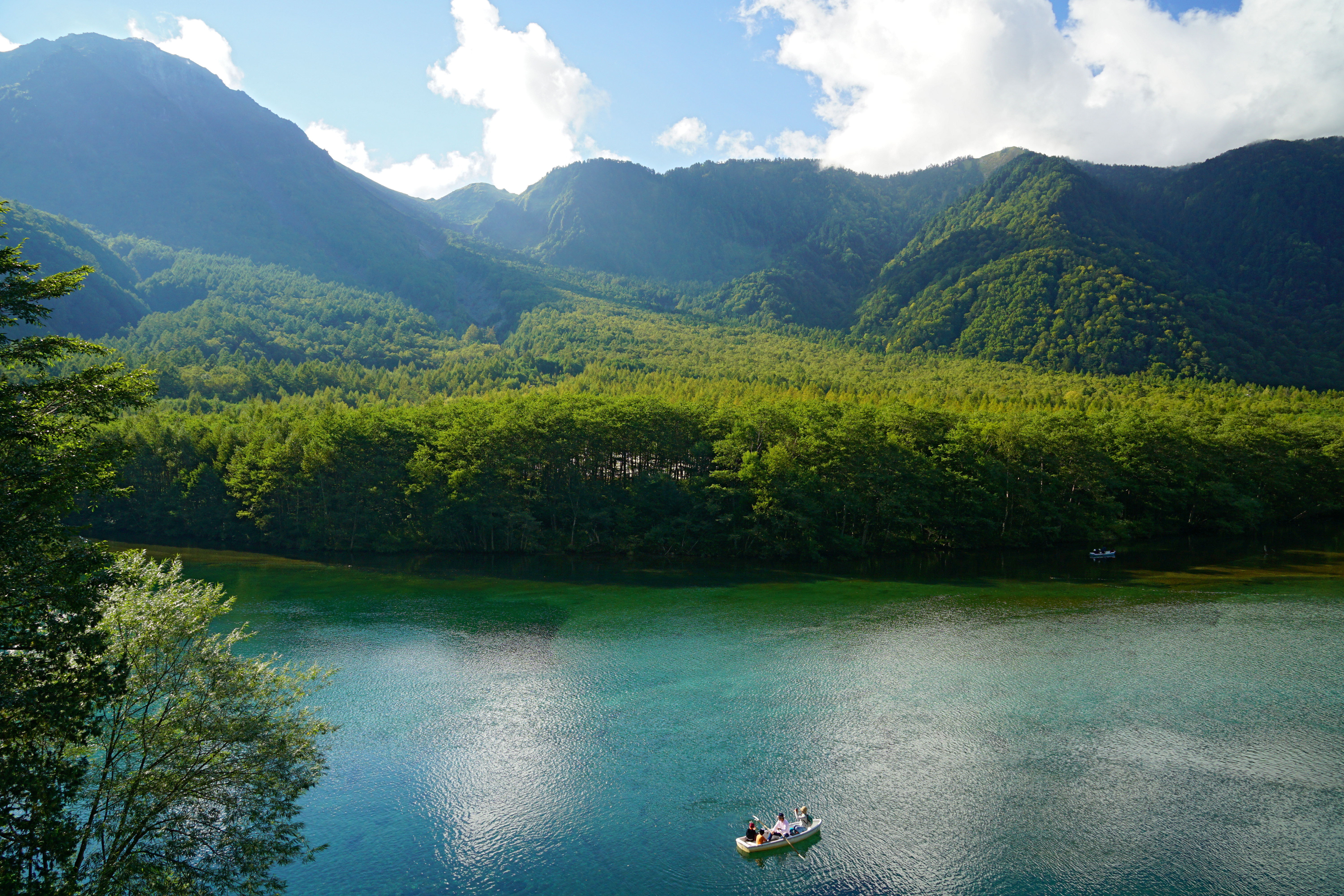
大正池

## 主な施設

### 情報発信施設
- 上高地ビジターセンター
- 上高地インフォメーションセンター

### 主な宿泊施設
- 上高地明神館、山のひだや、嘉門次小屋

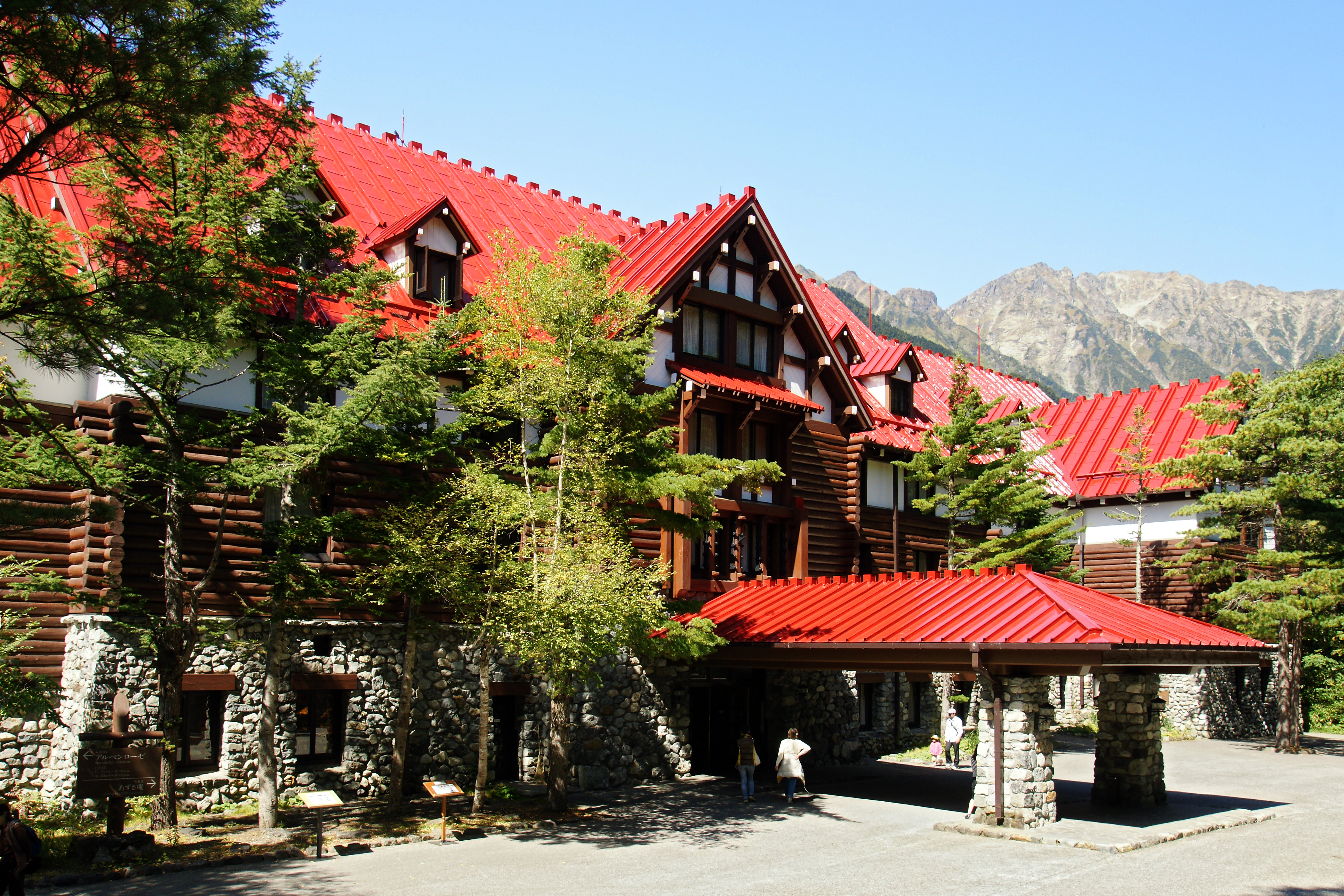
五千尺ホテル上高地、THE PARKLODGE上高地（前・五千尺ロッヂ）
- 上高地ホテル白樺荘、上高地西糸屋山荘、上高地アルペンホテル
- 上高地ルミエスタホテル（旧・上高地清水屋ホテル）、上高地温泉ホテル
- 上高地帝国ホテル
- 大正池ホテル
- 中の湯温泉旅館

- 上高地帝国ホテル

### 温泉
- 上高地温泉
- 坂巻温泉
- 中の湯温泉

## 周辺の主な山
| 山容                         | 山名   | 標高 (m) | 三角点 等級 | 備考                                      |
| ---------------------------- | ------ | -------- | ----------- | ----------------------------------------- |
|                              | 穂高岳 | 3,190    |             | 日本百名山 3,090m（一等三角点・前穂高岳） |
| 東鎌尾根から望む槍ヶ岳       | 槍ヶ岳 | 3,180    |             | 日本百名山                                |
| 上高地から望む焼岳           | 焼岳   | 2,455    | 二等        | 日本百名山、活火山                        |
| 蝶槍から望む蝶ヶ岳           | 蝶ヶ岳 | 2,677    |             | 2,664m（三等三角点）                      |
| 梓川畔から望む常念岳と横通岳 | 常念岳 | 2,857    |             | 日本百名山 2,662m（一等三角点・前常念岳） |
| 徳本峠方面から望む霞沢岳     | 霞沢岳 | 2,646    | 二等        | 日本二百名山                              |

飛騨山脈（北アルプス）の主な山は「飛騨山脈」を参照。
上高地からのルートでの徒歩での所要時間（成人男性での目安）は、焼岳へは登り3時間・下り2時間、西穂高岳へは登り5時間30分・下り3時間20分、岳沢（岳沢雪渓）へは登り2時間40分・下り1時間40分、徳本峠へは登り2時間・下り1時間30分である。

## 交通・アクセス
道路は、松本市街や岐阜県高山市の方面に国道158号がある。なお、一部地図では通行可能に見える上高地乗鞍スーパー林道の白骨温泉 - 安房峠間は、2003年の雪崩に伴う橋梁等の流失により閉鎖されており通行できない。
かつて、岐阜県側からのルートは、国道158号安房峠を経た九十九折りの狭い峠道を大型観光バスが離合する難所であったため、行楽シーズンには大渋滞を引き起こし、また晩秋から春にかけては積雪のために冬季閉鎖されていた。1997年（平成9年）に安房峠道路（安房トンネル）が完成して交通難が解消されると同時に、高山側から中ノ湯への通年アクセスが可能になった。

### 公共交通機関

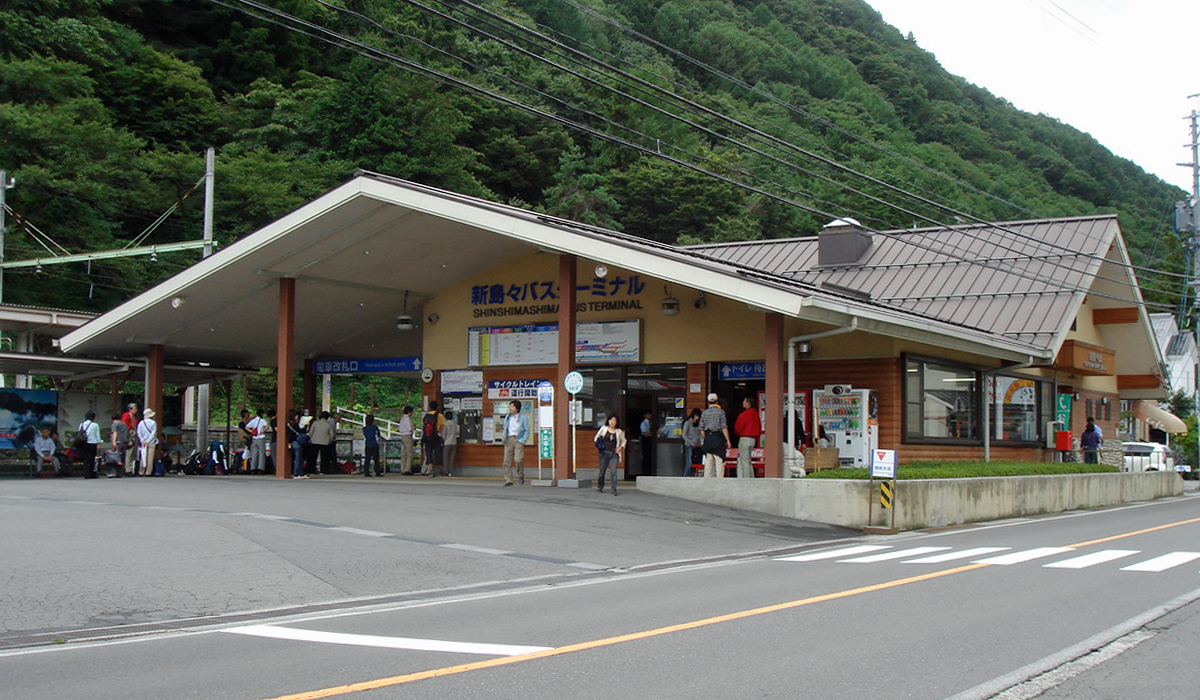
上高地へのバス発着拠点となる新島々駅

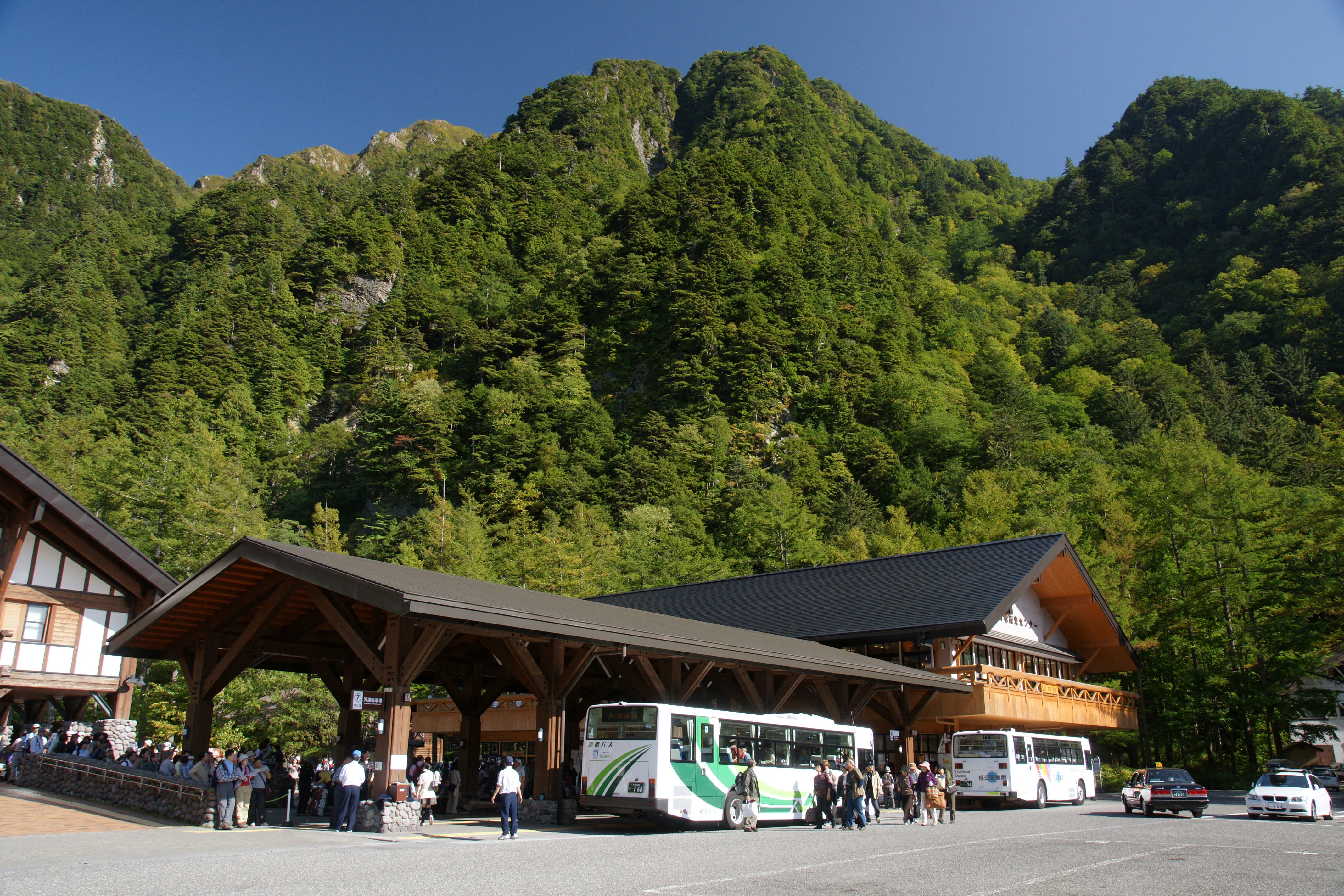
上高地バスターミナル。左奥は情報発信施設である上高地インフォメーションセンター。

上高地には上高地バスターミナルがあり地方都市各方面に発着している。
松本駅から
- アルピコ交通上高地線（通称・松本電鉄） 鉄道利用
  - 松本 - 新島々 約30分
  - 路線バス 新島々 - 上高地 約65分
- アルピコ交通（通称・松本電鉄バス） 直通バス
  - 松本・新島々 - 上高地 約95分（1日1便）

上高地・乗鞍高原・白骨温泉方面へは、アルピコ交通より各種企画乗車券が発売されている。
高山駅から
- 濃飛乗合自動車
  - 高山 - 平湯温泉（乗り換え） - 上高地

長野駅から
- アルピコ交通（通称・川中島バス） せせらぎ号
  - 長野駅 - 長野インター前 - 長野道姨捨 - 上高地

新宿駅から
- アルピコ交通（通称・松本電鉄バス） さわやか信州号
  - バスタ新宿 - 上高地

東京駅から
- アルピコ交通（通称・松本電鉄バス） さわやか信州号
  - 東京駅 - 上高地

渋谷駅・二子玉川駅から
- アルピコ交通（通称・松本電鉄バス）・東急トランセ・京王バス さわやか信州号
  - 渋谷駅（渋谷マークシティ）・二子玉川ライズ・楽天クリムゾンハウス - 上高地

大宮駅・川越駅から
- アルピコ交通（通称・松本電鉄バス） さわやか信州号
  - 大宮駅・川越駅 - 上高地

名古屋駅から
- 名鉄バス
  - 名鉄バスセンター - 上高地

大阪駅・京都駅から
- アルピコ交通「さわやか信州号」
  - 大阪梅田 - 新大阪 - 京都駅 - 上高地

### マイカー利用
中ノ湯から上高地へ向かう長野県道24号上高地公園線は、通年でマイカー規制が行われているため、一般車は通行できない。一般車は、長野県側の沢渡（さわんど）駐車場か岐阜県側の平湯温泉に近いアカンダナ駐車場に車を止め、シャトルバスかタクシーを利用して上高地バスターミナルへ向かう。観光バスやマイクロバスは乗り入れ可能であるが、土曜・日曜を中心とした特定日（2016年は7〜10月の25日間）は、沢渡（さわんど、長野県側）か平湯（岐阜県側）でシャトルバスに乗換が必要となり、路線バス、タクシー、自転車、郵便物集配車両、緊急車両、通行許可を受けた車両のみ通行可。上高地への入口には民間の警備員がおり、一般車両の誤進入に備えている。

### 交通事情・交通制限
照明と歩道を完備した新釜トンネル開通後は、下記記載の冬季閉鎖期間中含め、徒歩でも上高地に入ることが可能で、バスがない時期でも積雪期の上高地に徒歩で入る人が増えている。ただ、中の湯には一般向けの駐車場が存在しないため、中の湯までは、タクシー、松本-高山の路線バス、中の湯温泉旅館に宿泊して旅館の駐車場を利用、の、いずれかの方法が使われる。また、釜トンネル内は最大勾配が約11％の急勾配であるため、自転車や徒歩ではやや難しい。
冬期閉鎖
中ノ湯から上高地までの間（長野県道24号上高地公園線の釜トンネル手前から奥の区間）は冬季（例年11月16日から翌4月16日だが、積雪状況により前後する）閉鎖されている。（徒歩では入山可能）
このため、上高地は日本郵便から交通困難地の指定を受けており、毎年の11月11日から翌4月26日までに地外から当地宛に郵便物を送付することは出来ない。
夜間通行禁止
中ノ湯から上高地までの間（長野県道24号上高地公園線の釜トンネル手前から奥の区間）は、夜間は緊急車両以外の通行が禁止されている。